# Balnot-sur-Laignes

Balnot-sur-Laignes este o comună în departamentul Aube din nord-estul Franței. În 1 ianuarie 2022 avea o populație de 157 de locuitori.